# Histoire de l'Andalousie
Cet article se rapporte à l'histoire des populations et territoire de la communauté autonome espagnole d'Andalousie depuis l'antiquité à l'époque contemporaine.

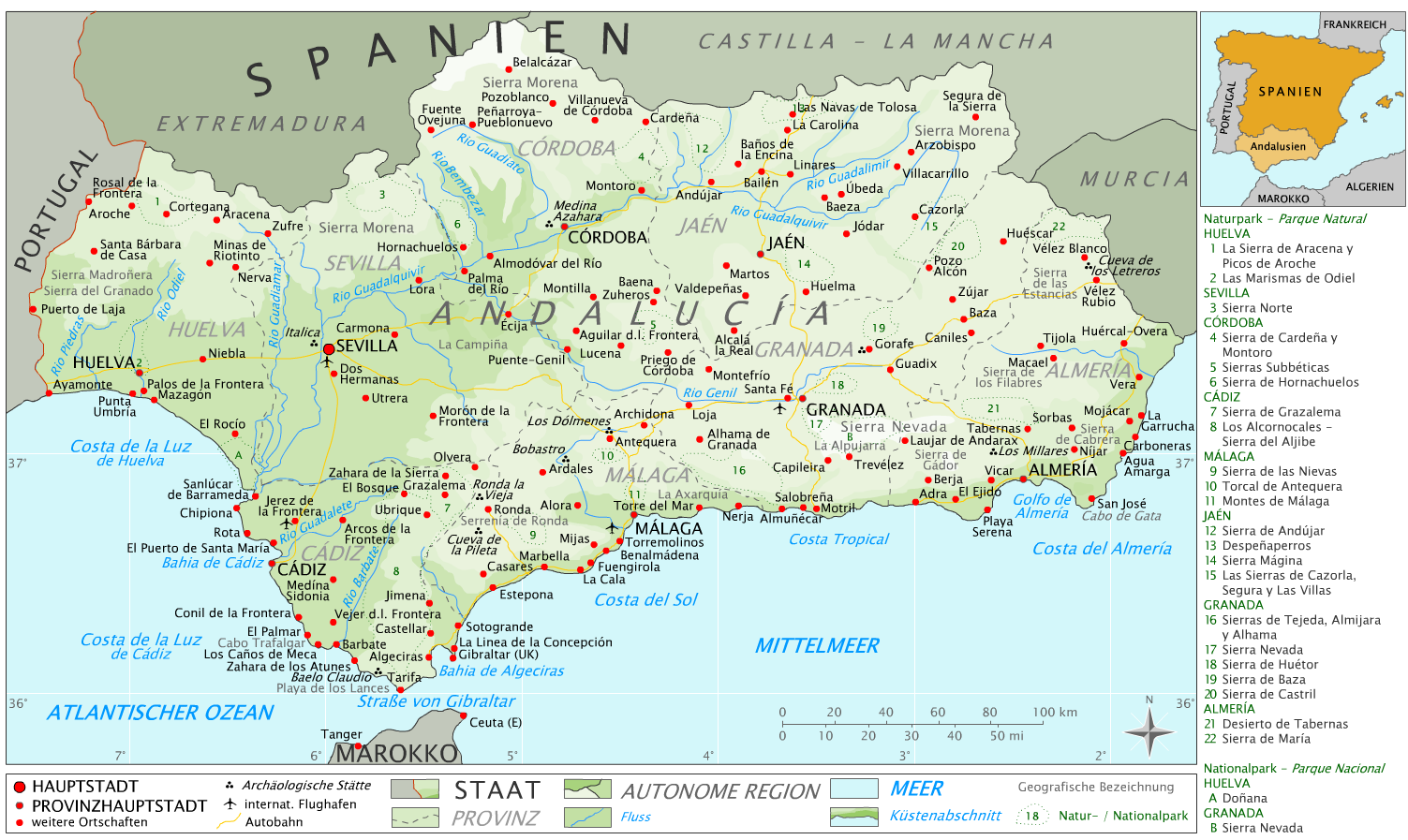
Géographie de l'Andalousie. La mythographie ibérique la dédie au héros grec Héraclès, par tradition gréco-romaine, l'associant au jardin des Hespérides et aux colonnes d'Hercule qui verrouillent le Monde méditerranéen. L'autre rive a les mêmes légendes, notamment dans le massif de l'Atlas.

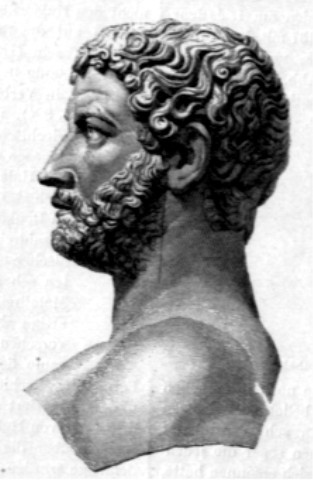
L'empereur romain Hadrien est né en Andalousie.

## Antiquité
Les Ibères, les Celtes et les Tartessiens étaient présents en Andalousie avant l'arrivée des Phéniciens, Grecs, Carthaginois et des Romains.
Les Tartessiens (Tartessii en latin) formaient une civilisation dont l'économie aurait été principalement basée sur l'agriculture et l'exploitation de l'argent. Leur capitale se trouvait à Tartesse (Tartessos ou Tartessus en latin). Ils se seraient mélangés avec les Phéniciens, qui se sont installés plus tard, puis vinrent les Grecs. Hérodote et Avienus évoquent les Tartessiens dans leurs ouvrages. Selon Hérodote, le roi Arganthonius aurait offert des présents aux Grecs.
Les Phéniciens disposaient de comptoirs sur les côtes. Les Carthaginois contrôlèrent certains territoires jusqu'en -206. Ils fondèrent notamment Cadix (Gades en latin) qui resta une ville importante à l'époque romaine. Hamilcar Barca participa à des campagnes militaires dans le sud de l'Hispanie.
Les Romains avaient occupé l'Andalousie qu'ils nommaient Bétique. Cette région correspond en grande partie à l'actuelle Andalousie, et tirait son nom du fleuve Betis aujourd'hui appelé Guadalquivir. Ils installèrent la capitale de la Bétique à Cordoue (Corduba en latin). Au IIIe siècle la Bétique devint l'une des trois provinces romaines de la péninsule ibérique avec la Lusitanie et la Tarraconaise.
La religion chrétienne arriva au IVe siècle.

## Moyen Âge
Les Byzantins et Wisigoths d'Hispanie sont présents en Andalousie, avant que les Maures ne l'envahissent.

Evolution des territoires byzantins en Hispanie au cours du V.

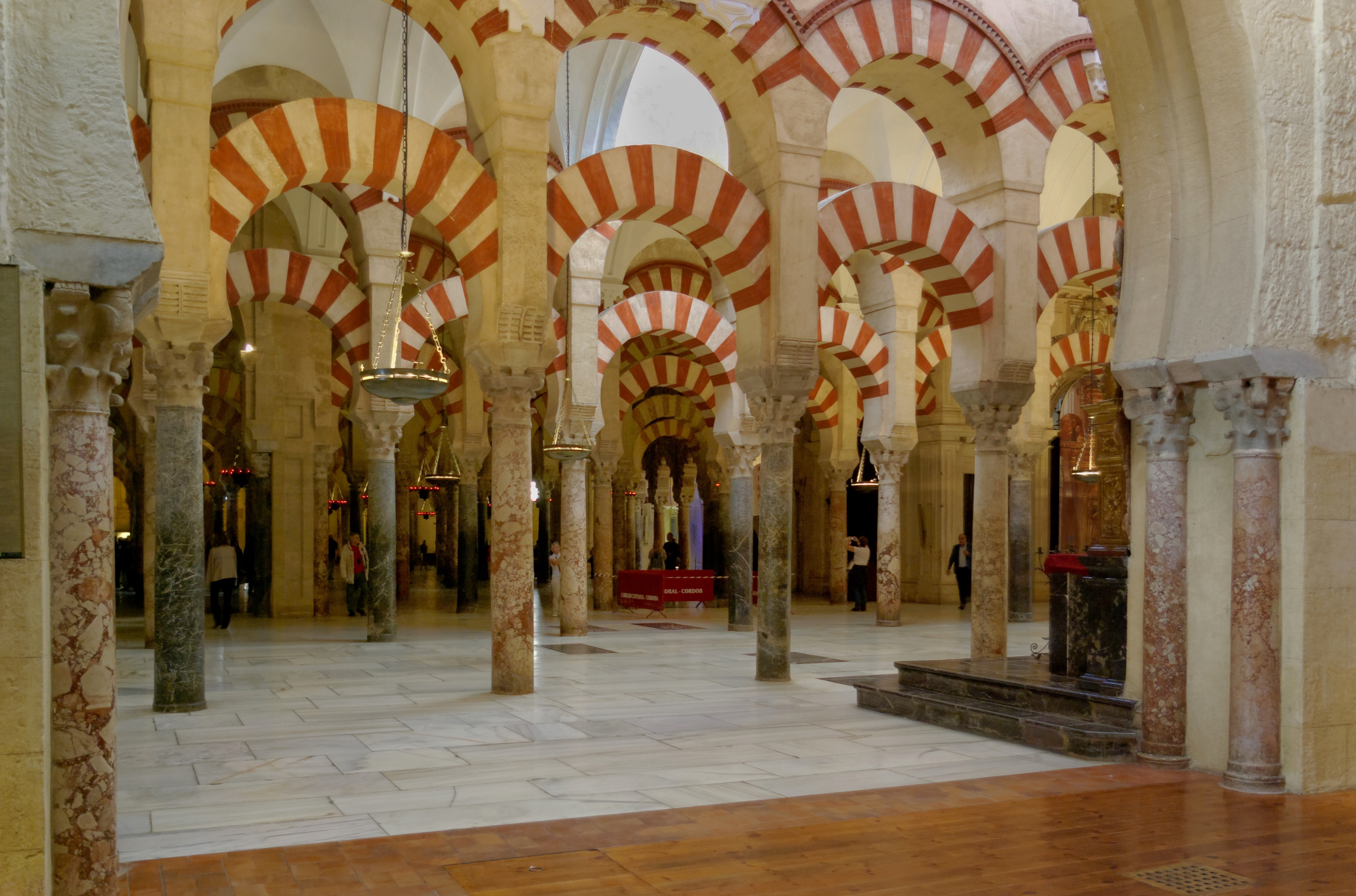
Cathédrale de Cordoue (ancienne mosquée).

Les musulmans envahirent l'Andalousie en 711 lorsque le conquérant berbère Tariq ibn Ziyad arriva par le détroit de Gibraltar.Les Maures, c'est-à-dire le peuplement berbère arabisé, installés après la conquête se maintinrent dans le sud de la péninsule jusqu'en 1492, année où ils furent chassés de Grenade. Les Maures qui restèrent (les Morisques)furent persécutés violemment jusqu'en 1609 où, sous l'ordre de Philippe III, ils furent bannis des terres espagnoles.
En 929 l'émir omeyyade de Cordoue prend le titre de calife, en concurrence avec le calife de Bagdad. Mais l'émirat de Cordoue ne tarde pas à se fragmenter en une trentaine de petits royaumes, les taïfas. C'est ainsi que régnèrent les Abbadides à Séville de 1023 à 1091. L'avancée chrétienne est cependant arrêtée par l'arrivée de renforts du Maghreb, les Almoravides dynastie musulmane berbere qui ne tardent pas à annexer les terres musulmanes d'Espagne à leur empire (1086). En 1147 ils sont à leur tour remplacés par les Almohades.
La confusion entre al-Andalus et l'Andalousie remonte vraisemblablement à l'émirat de Grenade, qui à compter de 1238 jusqu'à l'année cruciale 1492 apporta des éléments culturels structurants tels que l'architecture de l'art nasride. Toutefois, le royaume de Grenade, vassal des rois de Castille et d'Aragon n'occupait pas tout l'espace géographique de l'Andalousie actuelle. L'Andalousie actuelle n'est donc qu'une partie de l'ancienne "Al-Andalus" mais dépasse largement le cadre de l'ancien émirat de Grenade conquis en 1492.
La présence musulmane berbero-arabe marqua profondément la culture andalouse. La construction de la grande mosquée de Cordoue débuta au VIIIe siècle sous Abd-al-Rahman Ier.
Ferdinand III de Castille s'empare de Cordoue en 1236. Séville est prise en 1248 et Grenade en 1492.
Voir aussi : Reconquista ; al-Andalus; note : le pays sous domination mauresque dépassait largement le territoire actuel de l'Andalousie. Al-Andalus s'étendait jusqu'aux limites des Asturies dans son extension maximale.

## Époque moderne
Le Royaume de Grenade, déjà vassal, tombe en 1492 ; ce fut aussi l'année où Christophe Colomb effectua son voyage vers le continent américain. Séville devint alors le principal port espagnol pour les voyages avec le Nouveau Monde, car il était le seul à avoir le droit de commercer avec les Amériques, depuis la fondation de la Casa de contratación en 1503. Le port de Séville garda ce privilège jusqu'à ce que celui de Cadix le remplace en 1717.
En avril 1587 sir Francis Drake attaque la flotte de la future Invincible Armada en cours d'armement dans le port de Cadix provoquant un retard d'un an dans le projet d'invasion de l'Angleterre.
En 1649, la peste noire frappa la ville de Séville. En 1704, la couronne espagnole perdit Gibraltar.

## Époque contemporaine
La bataille de Trafalgar se tint près de Cadix en 1805, et également Bataille de Bailén en 1808. Une constitution fut promulguée le 12 mars 1812 à Cadix.
En 1936, éclata la guerre civile espagnole. L'armée de Francisco Franco, soutenue par des troupes italiennes, s'empara de Malaga, le 8 février 1937. Des navires allemands bombardèrent Almería le 31 mai 1937 pour soutenir Franco.
L'Exposition universelle de 1992 se tint à Séville.